# Uma Kumaran
Uma Kumaran (en tamoul : உமா குமரன்) est une femme politique britannique. Membre du Parti travailliste, elle est députée de la circonscription de Stratford and Bow depuis juillet 2024.

## Biographie

### Jeunesse et études
Uma Kumaran naît dans l'est de Londres, de parents réfugiés tamouls srilankais,. Ses parents, qui ont fui la guerre civile au Sri Lanka, sont aidés par le député travailliste Jeremy Corbyn dans leur dossier d'immigration. La famille déménage ensuite à Harrow, dans la banlieue de Londres, où Uma Kumaran fait sa scolarité à la crèche, à l'école maternelle puis à l'école primaire de Newton Farm. Elle suit ensuite les cours au lycée de Bentley Wood et au St Dominic's Sixth Form College,. Elle est titulaire d'une licence en sciences politiques et d'une maîtrise en politiques publiques de la Queen Mary University of London,.

### Carrière professionnelle
Uma Kumaran travaille pour NHS Professionals entre décembre 2007 et janvier 2009,. 
Uma Kumaran est attachée parlementaire pour la députée travailliste Dawn Butler entre mars 2009 et août 2010,,, avant d'être engagée par le groupe travailliste du conseil d'Islington de septembre 2010 à décembre 2014,. Elle est conseillère principale de campagne de Sadiq Khan (de mai 2015 à octobre 2015) et conseillère politique à l'Association des collectivités locales (d'octobre 2015 à novembre 2017),. Elle devient ensuite conseillère principale du maire de Londres, Sadiq Khan, de novembre 2017 à août 2020,.
Elle occupe le poste de directrice adjointe des affaires parlementaires aux côtés du chef du parti travailliste Keir Starmer de septembre 2020 à mars 2022, faisant alors partie de l'équipe de questions au Premier ministre et des relations avec le cabinet fantôme Starmer,,. Elle est directrice des relations diplomatiques et internationales du C40 Cities Climate Leadership Group d'avril 2022 à mai 2024,,.

### Carrière politique
Uma Kumaran se présente aux élections locales de 2010 dans le borough londonien de Harrow en tant que candidate du Parti travailliste, mais elle n'est pas élue. En novembre 2013, elle est choisie par le Parti travailliste pour être candidate à Harrow East,. 
Au cours de la campagne électorale en vue des élections générales britanniques de 2015, elle et le candidat libéral-démocrate sont attaqués par Dharma Sewa Purvapaksha, une organisation fondée par un membre du Parti conservateur, en raison du soutien de leurs partis, en 2013, à une loi interdisant la discrimination fondée sur la caste,,. Bob Blackman, l'adversaire conservateur de Kumaran, décrit cette loi comme une « source de division, très détestée ». Aux élections, elle est finalement battue par Bob Blackman,. 
Elle ne se présente pas aux élections générales de 2017, en raison selon elle d'un trop grand impact sur sa famille et ses amis qui serait dû à la politique communaliste employée par le député conservateur Bob Blackman pendant la campagne électorale de 2015 à Harrow East. 
En mai 2024, Uma Kumaran est choisie comme candidate du Parti travailliste dans la circonscription nouvellement créée de Stratford and Bow,. Lors des élections générales de juillet 2024, elle est élue avec une avance de 11 634 voix,.

## Vie privée
Uma Kumaran est mariée au consultant politique Jacob Tilley. Il est victime d'un accident ischémique transitoire en juillet 2024. En raison de la faible gravité de l'accident, il survit et se remet quelques jours plus tard.